# Pimpinella acuminata
Pimpinella acuminata es una especie de Magnoliopsida del género Pimpinella, de la familia Apiaceae, del orden Apiales.

## Distribución
Pimpinella acuminata se distribuye por China (Qinghai, el oeste de Sichuan y el noroeste de Yunnan), Tíbet, Pakistán (Hazara y Murree); Nepal y noroeste de la India (Himachal Pradesh, Jammu y  Kashmir, Uttarakhand).

## Taxonomía
Fue descrita científicamente por Charles Baron Clarke. Fue publicado por primera vez en Clarke, C. B. (1879). In: Fl. Br. Ind. 2: 686.